# Excellent Birds
Excellent Birds ist ein Lied der US-amerikanischen Performance-Künstlerin, Musikerin und Filmregisseurin Laurie Anderson und dem britischen Pop-Rock-Musikers Peter Gabriel aus dem Jahr 1984, das 1986 von Gabriel unter dem Titel This is the Picture (Excellent Birds) in einer eigenständigen Version erneut veröffentlicht wurde.

## Entstehung und Veröffentlichung
Excellent Birds wurde gemeinsam von Laurie Anderson und Peter Gabriel geschrieben. Der Song wurde erstmals am 14. Februar 1984 auf Andersons Album Mister Heartbreak veröffentlicht. Gabriel überarbeitete den Song für sein am 19. Mai 1986 erschienenen Album So unter dem Titel This is the Picture (Excellent Birds). Diese Version war nicht Teil der ursprünglichen Vinyl-Ausgabe von So, erschien aber als letzter Titel auf den Kassetten- und CD-Veröffentlichungen. Bei späteren Veröffentlichungen wurde In Your Eyes stattdessen als letzter Song auf So platziert und This is the Picture (Excellent Birds) in der Trackliste nach vorne verschoben.
Laurie Anderson spielte Excellent Birds erstmals 1984 live. Dabei wurden verschwommene Bilder auf einem Fernsehbildschirm hinter Anderson und ihrer Begleitband gezeigt. Zu sehen war eine verzerrte Frau, die ins Publikum blickte, während digitaler Schnee und verschiedene Textbefehle auf der Leinwand erschienen, darunter „picture this“, „look out“ und „you pick up the pieces“.
Peter Gabriel spielte This is the Picture (Excellent Birds) auf seiner This Way Up Tour, die am 7. November 1986 begann. Die Tour diente dazu sein Album So zu promoten. Während der Live-Auftritte auf dieser Tournee stellte Gabriel am Beginn des Liedes die Band vor, beginnend mit David Rhodes und endend mit Tony Levin. In dieser längeren Einleitung kündigte sich Gabriel als „der Mann, der alle Juroren vor Beginn der Show bestochen hat“ an und sang das Lied alleine. Video-Aufnahmen dieser Tournee aus dem Amphitheater auf dem Lykabettus in Athen von 1987 wurden zusammen mit einer Reportage und einem Blick hinter die Kulissen erstmals 1990 in dem Konzertfilm PoV veröffentlicht. Eine Audio-Aufnahme wurde am 16. Oktober 2020 auf Gabriels Livealbum Live in Athens 1987 und bereits zuvor am 16. September 2013 in dem überarbeiteten Konzertfilm mit dem gleichen Namen veröffentlicht. Anderson begleitete Gabriel während seines Auftritts in New York City auf der Bühne.
Gabriel nahm den Song für seine Back to Front Tour 2012–2014 wieder ins Programm, bei der er sein komplettes Album So von Anfang bis Ende spielte. Hier sang er das Lied gemeinsam mit Linnea Olsson und Jennie Abrahamson. Diese Version des Songs wurde später in den Back to Front-Encore Series und in dem Konzertfilm und Livealbum Back to Front: Live in London am 23. Juni 2014 veröffentlicht, das im Oktober 2013 in der O2 Arena in London aufgezeichnet wurde.

## Hintergrund

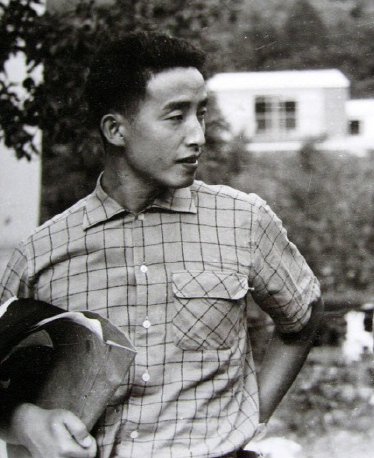
Nam June Paik bat Anderson und Gabriel, einen Song mit einem dazugehörigen Musikvideo für Good Morning, Mr. Orwell zu schreiben.

Gabriel war Anderson zum ersten Mal bei ihrer Performance in den Vereinigten Staaten im Frühjahr 1983 begegnet. Nach der Aufführung besprach er mit ihr die Idee, ein dreißigminütiges Stück zu kreieren, das ihre Arbeit einbezog. In einem Interview mit Philip Bell von der Zeitschrift Sounds im Oktober 1983 bekräftigte Gabriel sein Interesse, mit Anderson an einem Multimedia-Projekt zu arbeiten, das ihre Musik, ihre Visualisierungen und einen „komischen Comedian einbezieht, um daraus ein humorvolles Stück zu machen“. Bell berichtete, dass eine Zusammenarbeit mit Gabriel, Anderson und Nile Rodgers „unmittelbar bevorstehe“. Der koreanische Videokünstler Nam June Paik initiierte die Zusammenarbeit, indem er Gabriel und Anderson bat, einen Song und ein Musikvideo für eine Übertragung am Neujahrstag der Videoinstallation Good Morning, Mr. Orwell aus dem Jahr 1984 beizusteuern, das sich auf George Orwells Roman 1984 bezog und in den Vereinigten Staaten auf PBS ausgestrahlt wurde.
Anderson und Gabriel hatten einen strikten Zeitplan für die Fertigstellung des Songs und den Dreh des Musikvideos, also trafen sich die beiden in Andersons Studio, wo sie „ein paar Nächte lang rund um die Uhr arbeiteten“. Gabriel präsentierte Anderson ein grundlegendes Riff, das beide für einen guten Ausgangspunkt hielten. Die beiden beschlossen, einen Song über Vögel zu schreiben, da Anderson an einem Projekt zum Thema Naturgeschichte arbeitete. Anderson und Gabriel schrieben den Liedtext gemeinsam, indem sie die Textzeilen hin und her tauschten. Rodgers besuchte auch das Aufnahmestudio, um etwas Rhythmusgitarre beizusteuern.
Gabriel erinnerte sich daran, dass er und Anderson sich am Ende der Aufnahmesession wie „ausgebrannte Zombies“ fühlten. In der zweiten Nacht der Aufnahmesession nahm Gabriel seinen Gesang auf einem Hocker sitzend auf und schlief mitten in einem seiner Takes ein. Als Gabriel die Aufnahme abspielte, konnte er einige seiner Schnarchgeräusche von seinem missglückten Gesangsversuch hören.
Ende 1985 hatte Gabriel erst acht fertige Songs für So und wollte einen weiteren in die Trackliste aufnehmen. Gabriel bat Anderson um die Erlaubnis, Excellent Birds auf dem Album verwenden zu dürfen, wozu sie zustimmte. Daraufhin überarbeitete er den Song so, dass er zum Rest des Albums passte. Anderson und Gabriel hatten zuvor beschlossen, getrennte Versionen des Songs zu erstellen, da sie unterschiedliche Vorstellungen davon hatten, was die Basslinie des Songs ausmachte; Gabriel bevorzugte eine Basslinie, die die unteren Register umfasste. Daniel Lanois und Manu Katché nahmen eine zwölfsaitige Gitarre bzw. eine sprechende Trommel auf, um die vorhandenen Spuren zu ergänzen. Aus Platzgründen nahm Gabriel This is the Picture (Excellent Birds) jedoch nicht in die ursprüngliche Vinyl-Version des Albums auf, sondern platzierte es als letzten Track auf den Kassetten- und CD-Versionen, die genug Kapazität hatten um den Song aufnehmen konnten. Spätere Veröffentlichungen des Albums, einschließlich der Ausgabe von 2002, enthalten This is the Picture (Excellent Birds) als achten Track des Albums, direkt vor In Your Eyes.
Als Gabriel die Jubiläumsausgabe zum 25-jährigen Jubiläum von So vorbereitete, beschloss er, Schnipsel von Demoaufnahmen aus den ursprünglichen Aufnahmesitzungen zusammenzustellen und sie zu vollständigen Songs zu kompilieren, um die Entwicklung der Songs zu demonstrieren. Da die ursprünglichen Aufnahmesitzungen für This is the Picture (Excellent Birds) innerhalb von 48 Stunden abgeschlossen waren, hatte Gabriel nur eine begrenzte Menge an Material zur Verfügung, aber er nahm trotzdem eine DNA-Version des Songs in die 25-Jahre-Jubiläumsbox auf.

## Inhalt und Bedeutung
Der Song ist eine Meisterleistung darin, die Essenz menschlicher Erfahrung zu erfassen. Es ist eine Aufforderung, uns auf die Welt um uns herum einzulassen, die Schönheit in den kleinsten Details zu schätzen und unseren Platz in dem großen Gobelin der Existenz zu erkennen. In dem Song malt Gabriels erhebender Gesang und der ergreifende Text ein lebendiges Bild von fliegenden Vögeln und fallendem Schnee und lädt dazu ein, innezuhalten und über die Schönheit der Welt um uns herum nachzudenken. Einer der auffälligsten Aspekte dieses Liedes ist die Verwendung von Hörbildern. Gabriels Text ist voll von eindrucksvollen Beschreibungen von Klängen und Wörtern, die uns eindringlich vor Augen führen, welchen Einfluss die Sprache auf unser Leben haben kann. Die „langen Worte“ („Long words“), die er hören kann, sind eine Metapher für die Macht der Sprache, die unser Verständnis der Welt prägt. Indem wir aktiv zuhören und auf die Worte achten, die um uns herum gesprochen werden, können wir ein tieferes Verständnis der Welt und unseres Platzes in ihr gewinnen. Gabriels Text ist ein Aufruf zum Handeln, der uns dazu auffordert, uns mit der Welt um uns herum zu beschäftigen und die Schönheit der kleinsten Details zu schätzen. „Ausgezeichnete Vögel“ („Excellent Birds“) und „ausgezeichneter Schnee“ („Excellent Snow“) sind Metaphern für die einfachen Freuden und Genüsse, die das Leben lebenswert machen. Indem wir die Welt aktiv beobachten und uns mit ihr auseinandersetzen, können wir ein tieferes Verständnis für die Komplexität und Schönheit der Existenz entwickeln.

## Musik
Der Song basiert auf spärlichen perkussiven Elementen mit minimaler Variation in der Instrumentierung. Nile Rodgers und Bill Laswell spielten bei beiden Aufnahmen Gitarre bzw. Bass. Gabriel steuerte weitere Instrumente auf dem Linn LM-1 und dem Synclavier bei; für seine überarbeitete Version auf So nahm er auch einen Fairlight CMI auf. Der Refrain besteht aus Call-and-Response-Gesang, der die Phrase „this is the picture“ wiederholt, wobei Gabriel in einer höheren Stimmlage singt und Anderson ihren Part als Antwort flüstert. Gabriel beschrieb Andersons Version als „fragmentierter“ als seine Aufnahme, die er überarbeitete, um den Groove in den Mittelpunkt zu stellen. Er war auch der Meinung, dass Andersons Aufnahme eher dem Mix im Musikvideo ähnelte.

## Musikvideo
Eine dritte Version des Liedes ist im Musikvideo zu hören, bei dem der Videokünstler Dean Winkler Regie führte. Am auf die Musikaufnahme folgenden Tag der Aufnahmesessions arbeiteten Anderson und Gabriel an dem Musikvideo. Gabriel empfand die Dreharbeiten als eine angenehmere Erfahrung und bemerkte, dass sie viel schneller abliefen, als er es gewohnt war. Das Musikvideo nutzte Green-Screen-Visuals als Kulissen für Anderson und Gabriel, die während des gesamten Videos auf diese Kulissen blickten, die animierte Sturmwolken, Vögel und Schnee zeigten. Am Ende des Musikvideos schweben Anderson und Gabriel in der Luft, während sie verschiedene Tänze aufführen.

## Musiker

### Excellent Birds
- Laurie Anderson – Gesang, Synclavier
- Peter Gabriel – Gesang, Synclavier, Linn LM-1
- Bill Laswell – Bass
- Nile Rodgers – Gitarre

### This is the Picture (Excellent Birds)
- Laurie Anderson – Gesang
- Peter Gabriel – Gesang, Synclavier, Linn LM-1, Fairlight CMI
- Manu Katché  – Talking Drum
- Daniel Lanois – zwölfsaitige Gitarre
- Bill Laswell – Bass
- Nile Rodgers – Gitarre

## Rezensionen
Kurt Loder von der US-amerikanischen Musikzeitschrift Rolling Stone schrieb über die Aufnahme von Excellent Birds auf Andersons Album Mister Heartbreak, dass dem Song „ein eklektisches Pop-Bewusstsein“ innewohne. Lennox Samuels von der Tageszeitung The Dallas Morning News war der Meinung, dass der Song Gabriels „Funk-Neigungen und seine eher afrikanische musikalische Sensibilität“ demonstriere. Er bezeichnete Excellent Birds auch als „potenzielle Hit-Single“. Doug Anderson von der Tageszeitung The Sydney Morning Herald beschrieb den Song als „zugänglich“, was zum Teil auf die Beiträge von Gabriel zurückzuführen sei. Eric Harvey von der Musikwebsite Pitchfork war der Meinung, dass Excellent Birds textliche Ähnlichkeiten mit Andersons Arbeit an ihrem Debütalbum Big Science aufweise. Er sagte auch, dass die Basslinie und der synthetische Flötensound des Liedes einigen Instrumenten von Gabriels Album Peter Gabriel (Security) aus dem Jahr 1982 ähnelten.
In ihrer Rezension zu der Jubiläumsausgabe zum 25-jährigen Jubiläum von So bezeichnete AJ Ramirez von dem US-amerikanischen Online-Magazin PopMatters das Lied This is the Picture (Excellent Birds) „als den einzigen Blindgänger auf dem Album“ und hielt die Ausrufe des Sängers „excellent birds“ für „albern“. Annie Zaleski von Ultimate Classic Rock schrieb, dass der Song „mit einem glasigen Art-Funk-Unterbau und federleichten Laurie Anderson-Gesangsbeiträgen“ aufwartet.
John Lewis von der britischen Musikzeitschrift Uncut charakterisierte This is the Picture (Excellent Birds) als eine Reihe von „ruckartigen Abstraktionen auf der Suche nach einem Song“, die auf So fehl am Platz wirkten.